# Stadium Municipal d'Albi
El Stadium Municipal d'Albi és l'estadi de rugbi de la ciutat d'Albi. És el recinte on juga el Racing Club Albi XIII (Rugbi a 13) i l'Sporting Club Albigeois (Rugbi a 15). Des de la darrera ampliació l'any 2007, té una capacitat per 13.000 espectadors, dels quals 8.000 tenen seient. L'estadi disposa d'una pista d'atletisme de 400 metres de corda amb vuit carrers.